# حارة مالك (صنعاء)

تعديل مصدري - تعديل

حارة مالك هي إحدى حارات حي معين بمديرية معين إحد مديريات العاصمة اليمنية صنعاء، بلغ تعداد سكانها 1295 نسمة حسب تعداد اليمن لعام 2004.